# Cavalcade
Cavalcade är en amerikansk pre-code dramafilm från 1933 i regi av Frank Lloyd.
Manuset är baserat på Noël Cowards pjäs med samma namn från 1931. I huvudrollerna ses Diana Wynyard och Clive Brook. Filmen vann tre Oscars, inklusive för Bästa film och bästa regi.

## Handling
Historien visar en vy över engelskt liv från nyårsafton 1899 fram till och med nyårsdagen 1933, ur synvinkeln av de välbärgade Londoninvånarna Jane och Robert Marryot, deras barn, deras nära vänner, och deras anställda. Flera historiska händelser påverkar livet för personerna eller får agera bakgrund i filmen, inklusive andra boerkriget, Drottning Victorias död, förlisningen av RMS Titanic och första världskriget.

## Rollista i urval
- Diana Wynyard - Jane Marryot
- Clive Brook - Robert Marryot
- Una O'Connor - Ellen Bridges
- Herbert Mundin - Alfred Bridges
- Beryl Mercer - Cook
- Irene Browne - Margaret Harris
- Tempe Pigott - Mrs. Snapper
- Merle Tottenham - Annie
- Frank Lawton - Joe Marryot
- Ursula Jeans - Fanny Bridges
- Margaret Lindsay - Edith Harris
- John Warburton - Edward Marryot
- George Grainger - Billy Bevan
- Desmond Roberts - Ronnie James
- Dick Henderson, Jr. - Master Edward
- Douglas Scott - Master Joey
- Sheila MacGill - Edith som ung
- Bonita Granville - Fanny som ung

## Utmärkelser och nomineringar
Cavalcade har vunnit Oscar för: bästa film, bästa regi och bästa scenografi. Den har även blivit nominerad för bästa kvinnliga huvudroll.